# Armando Manzanero
Armando Manzanero Canché (Mérida, 7 de dezembro de 1934 – Cidade do México, 28 de dezembro de 2020) foi um cantor e compositor, romântico mexicano. Em 1965, venceu o Festival de la Canción em Miami com a canção "Cuando estoy contigo". Foi agraciado com o Prêmio Grammy de Contribuição em Vida em 2014.

## Composições
Suas composições são interpretadas por cantores com fama internacional como Frank Sinatra, Tony Bennett, Elvis Presley, Franck Pourcel, Paul Mauriat, Ray Conniff, Manoella Torres, Marco Antonio Muñiz, Edith Márquez, Raphael, Moncho, José José, El Tri, Andrea Bocelli, Andrés Calamaro, Christina Aguilera, Pasión Vega, Eydie Gormé, Roberto Carlos e Luis Miguel.

## Morte
Manzanero morreu em um hospital da Cidade do México em 28 de dezembro de 2020, aos 86 anos, devido a uma parada cardíaca ocasionada pela COVID-19.

## Discografia
| Ano  | Título                                  |
| ---- | --------------------------------------- |
| 1959 | Mi Primera Grabación                    |
| 1967 | A mi amor... Con mi amor                |
| 1967 | Manzanero el Grande                     |
| 1968 | Somos Novios                            |
| 1968 | Armando Manzanero, su piano y su música |
| 1969 | Para mi siempre amor                    |
| N/A  | Que bonito viven los enamorados         |
| 1976 | Lo mejor de Armando Manzanero           |
| 1977 | Fanático de ti                          |
| 1977 | Corazón Salvaje                         |
| 1979 | Ternura y Romance                       |
| 1981 | Mi trato contigo                        |
| 1982 | Otra vez romántico                      |
| 1985 | Armando Manzanero                       |
| 1987 | Cariñosamente, Manzanero                |
| 1988 | Mientras existas tú                     |
| 1992 | Las canciones que quise escribir        |
| 1993 | Entre amigos                            |
| 1995 | El piano... Manzanero y sus amigos      |
| 1996 | Nada Personal                           |
| 1998 | Manzanero y La Libertad                 |
| 2001 | Duetos                                  |
| 2002 | Duetos 2                                |
| 2002 | Lo Mejor de lo Mejor                    |
| 2005 | Lo Esencial                             |